# Carlo di Lorena (1567-1607)
Carlo III di Lorena-Vaudémont (Nancy, 1º luglio 1567 – Nancy, 24 novembre 1607) è stato un cardinale francese.
Secondogenito del duca Carlo III e di Claudia di Valois (figlia di Enrico II), fu vescovo di Metz (1578-1607) e Strasburgo (1604-1607).

## Biografia
Avviato sin dalla giovinezza alla carriera ecclesiastica, venne dotato di numerosi benefici e la sua educazione venne affidata ai gesuiti del collegio di Pont-à-Mousson.
Il 18 luglio 1578 fu eletto vescovo di Metz; papa Sisto V lo creò cardinale diacono di Sant'Agata in Suburra nel concistoro del 20 dicembre 1589. Fu legato pontificio nei ducati di Lorena e Bar e nel territorio dei Tre Vescovati (Metz, Toul e Verdun).
Il 1º luglio del 1592 il capitolo cattedrale di Strasburgo lo elesse vescovo, ma la città, che aveva abbracciato la Riforma, si oppose: la sede venne occupata dal luterano Giovanni Giorgio di Brandeburgo fino al 1604, quando Carlo venne riconosciuto anche dai canonici protestanti.
Si adoperò per l'applicazione delle canoni del Concilio di Trento in Lorena. Significativo fu il suo contributo alla riforma della vita consacrata nella regione: sotto la sua protezione sorsero la congregazione benedettina dei Santi Vitone e Idulfo, quella dei canonici del Nostro Salvatore, le Canonichesse di Sant'Agostino ed i Premostratensi vennero riformati.
Il duca Carlo III richiese a papa Clemente VIII la creazione di una diocesi con sede a Nancy il cui territorio venisse smembrato da quello della diocesi di Toul: il pontefice rifiutò, ma istituì la carica di Primate di Lorena, con sede a Nancy, che ebbe come primo titolare il cardinale Carlo. Morì nel 1607.

## Ascendenza
|                       |                        |                                 | Genitori                           |  |  | Nonni |  |  | Bisnonni          |  |  | Trisnonni           |  |
|                       |                        |                                 |                                    |  |  |       |  |  | Antonio di Lorena |  |  | Renato II di Lorena |  |
|                       |                        |                                 |                                    |  |  |       |  |  | Antonio di Lorena |  |  | Renato II di Lorena |  |
|                       |                        | Filippina di Gheldria           |                                    |  |  |       |  |  | Antonio di Lorena |  |  |                     |  |
| Francesco I di Lorena |                        |                                 |                                    |  |  |       |  |  | Antonio di Lorena |  |  |                     |  |
|                       |                        | Renata di Borbone-Montpensier   | Gilberto di Borbone-Montpensier    |  |  |       |  |  |                   |  |  |                     |  |
|                       |                        | Renata di Borbone-Montpensier   | Gilberto di Borbone-Montpensier    |  |  |       |  |  |                   |  |  |                     |  |
|                       |                        | Renata di Borbone-Montpensier   | Chiara Gonzaga                     |  |  |       |  |  |                   |  |  |                     |  |
| Carlo III di Lorena   |                        | Renata di Borbone-Montpensier   |                                    |  |  |       |  |  |                   |  |  |                     |  |
|                       |                        | Cristiano II di Danimarca       | Giovanni di Danimarca              |  |  |       |  |  |                   |  |  |                     |  |
|                       |                        | Cristiano II di Danimarca       | Giovanni di Danimarca              |  |  |       |  |  |                   |  |  |                     |  |
|                       |                        | Cristiano II di Danimarca       | Cristina di Sassonia               |  |  |       |  |  |                   |  |  |                     |  |
| Cristina di Oldenburg |                        | Cristiano II di Danimarca       |                                    |  |  |       |  |  |                   |  |  |                     |  |
|                       |                        | Isabella d'Asburgo              | Filippo I di Castiglia             |  |  |       |  |  |                   |  |  |                     |  |
|                       |                        | Isabella d'Asburgo              | Filippo I di Castiglia             |  |  |       |  |  |                   |  |  |                     |  |
|                       |                        | Isabella d'Asburgo              | Giovanna di Aragona e Castiglia    |  |  |       |  |  |                   |  |  |                     |  |
| Carlo di Lorena       |                        | Isabella d'Asburgo              |                                    |  |  |       |  |  |                   |  |  |                     |  |
|                       | Francesco I di Francia | Carlo di Valois-Angoulême       |                                    |  |  |       |  |  |                   |  |  |                     |  |
|                       | Francesco I di Francia | Carlo di Valois-Angoulême       |                                    |  |  |       |  |  |                   |  |  |                     |  |
|                       | Francesco I di Francia | Luisa di Savoia                 |                                    |  |  |       |  |  |                   |  |  |                     |  |
| Enrico II di Francia  | Francesco I di Francia |                                 |                                    |  |  |       |  |  |                   |  |  |                     |  |
|                       |                        | Claudia di Francia              | Luigi XII di Francia               |  |  |       |  |  |                   |  |  |                     |  |
|                       |                        | Claudia di Francia              | Luigi XII di Francia               |  |  |       |  |  |                   |  |  |                     |  |
|                       |                        | Claudia di Francia              | Anna di Bretagna                   |  |  |       |  |  |                   |  |  |                     |  |
| Claudia di Valois     |                        | Claudia di Francia              |                                    |  |  |       |  |  |                   |  |  |                     |  |
|                       |                        | Lorenzo II de' Medici           | Piero II de' Medici                |  |  |       |  |  |                   |  |  |                     |  |
|                       |                        | Lorenzo II de' Medici           | Piero II de' Medici                |  |  |       |  |  |                   |  |  |                     |  |
|                       |                        | Lorenzo II de' Medici           | Alfonsina Orsini                   |  |  |       |  |  |                   |  |  |                     |  |
| Caterina de' Medici   |                        | Lorenzo II de' Medici           |                                    |  |  |       |  |  |                   |  |  |                     |  |
|                       |                        | Madeleine de la Tour d'Auvergne | Giovanni III de La Tour d'Auvergne |  |  |       |  |  |                   |  |  |                     |  |
|                       |                        | Madeleine de la Tour d'Auvergne | Giovanni III de La Tour d'Auvergne |  |  |       |  |  |                   |  |  |                     |  |
|                       |                        | Madeleine de la Tour d'Auvergne | Giovanna di Borbone-Vendôme        |  |  |       |  |  |                   |  |  |                     |  |
|                       |                        | Madeleine de la Tour d'Auvergne |                                    |  |  |       |  |  |                   |  |  |                     |  |